# Historicismo (escatologia)
O Historicismo é uma escola de interpretação que trata das profecias escatológicas dos livros proféticos do Antigo Testamento e do Apocalipse, procurando encontrar a realização terrena ao longo da história da era da igreja primária, especialmente em relação à luta entre a igreja verdadeira e apostasia. O Historicismo está em contraste com o Preterismo, Futurismo e o Idealismo. 
Emergente dentro da Igreja primitiva, o Historicismo tornou-se uma interpretação dominante escatológica nos conflitos entre protestantes e católicos da Reforma. A abordagem historicista foi tomada por Martinho Lutero e João Calvino. Entre os protestantes conservadores, o Historicismo foi suplantado no século XIX pelo Futurismo, com o surgimento da teologia dispensacionalista. A vertente historicista continua a ser ensinada nas igrejas, resultantes do movimento adventista.

## Proponentes
- Albert Barnes[6]
- João Calvino
- Adam Clarke
- Jonathan Edwards
- Edward Bishop Elliott
- John Gill[7]
- Mathew Henry[8]
- Alexander Hislop
- John Knox
- Martinho Lutero
- Isaac Newton[9]
- Ian Paisley
- John Wesley
- Ellen G. White
- George Whitefield
- Charles Haddon Spurgeon